# Holzkirchen (powiat Miesbach)
Holzkirchen – gmina targowa w południowych Niemczech, w kraju związkowym Bawaria, w rejencji Górna Bawaria, w regionie Oberland, w powiecie Miesbach. Leży około 15 km na północny zachód od Miesbach, przy autostradzie A8, drodze B13, B318 i liniach kolejowych: Monachium – Lenggries,  Monachium - Bayrischzell,  Holzkirchen - Rosenheim.

## Demografia
Dane o ludności z 31 grudnia 2008:
| Opis                                | Ogółem | Ogółem | Kobiety | Kobiety | Mężczyźni | Mężczyźni |
| ----------------------------------- | ------ | ------ | ------- | ------- | --------- | --------- |
| Jednostka                           | osób   | %      | osób    | %       | osób      | %         |
| Populacja                           | 15 357 | 100    | 7830    | 50,99   | 7527      | 49,01     |
| Wiek przedprodukcyjny (0–17 lat)    | 3120   | 20,32  | 1505    | 9,8     | 1615      | 10,52     |
| Wiek produkcyjny (18–65 lat)        | 9677   | 63,01  | 4888    | 31,83   | 4789      | 31,18     |
| Wiek poprodukcyjny (powyżej 65 lat) | 2560   | 16,67  | 1437    | 9,36    | 1123      | 7,31      |

## Polityka
Wójtem gminy jest Josef Höß z CSU, rada gminy składa się z 24 osób.
|      | CSU | SPD | FWG | Zieloni | Razem |
| 2008 | 12  | 5   | 5   | 2       | 24    |
| 2002 | 12  | 8   | 3   | 1       | 24    |